# Мухаммад Хаким-бий (кушбеги)
Мухаммад Хаким-бий (узб. Muhammad Xakimbiy; 1769, Бухара, — 1840 года, Бухара, Бухарский эмират) — государственный и военный деятель, верховный кушбеги — премьер министр (1812—1837) Бухарского эмирата.

## Происхождение
Мухаммад Хаким-бий по происхождению был из узбекского рода мангыт, родился в Бухаре.

## Политическая и военная деятельность
Во время правления эмира Хайдара (1800—1826) большое влияние приобрел сын верховного кушбеги Уткурбия кушбеги Хакимбий. В 1800 году он был назначен беком в Карши.
При эмире Насрулле (1827—1860) происходило новое распределение должностей. Хаким кушбеги сохранил свою должность, сыну Хакима кушбеги — Ибрагиму беку — был дан Карши.
По данным Виткевича, в 1835 году власть Насруллы была подвержена сильному влиянию Хакима кушбеги. Хаким-бий считался богаче всех бухарцев и самого эмира. Он считался первым министром государственного управления; а таможня была у него на откупе. Он выбирал и считал лично хлеб, опресноки, которые брали для хана на базаре; он печатал ежедневно кушанье ханское и воду для питья в особом сосуде, чтобы хана не могли отравить.
Интриги некоторых придворных и несогласие Хакима кушбеги с некоторыми поступками Насруллы привели к тому, что в 1837 году он был сослан в Карши, затем в Нурату, а потом вызван в Бухару и отправлен в тюрьму. А в 1840 году он был казнен по приказу Насруллы.